# Bahnhof Okayama
Der Bahnhof Okayama (jap. 岡山駅, Okayama-eki) befindet sich in Kita-ku, Okayama in der Präfektur Okayama, Japan. Der Bahnhof wird von der West Japan Railway Company (JR West) betrieben.
Der Bahnhof wurde am 18. März 1891 eröffnet. Zwischen 1972 und 1975 war der Bahnhof die westliche Endstation des Sanyō Shinkansen.

## Linien
Der Bahnhof Okayama ist einer der wichtigsten Eisenbahnknotenpunkte in der Region Chūgoku. Alle Züge der Honshū und Shikoku über die Große-Seto-Brücke verbinden, beginnen und enden hier.
- JR San’yō-Shinkansen
- JR San’yō-Hauptlinie
- JR Uno-Linie
- JR Tsuyama-Linie
- JR Kibi-Linie

Zusätzlich zu den JR-Linien befinden sich vor der JR-Bahnhof eine Straßenbahnhaltestelle der Okayama Electric Tramway mit dem Namen Okayama-Ekimae Station.

## Stationslayout
Die Shinkansen-Bahnsteige befinden sich auf der 3. Ebene des Bahnhofs und verfügen über zwei Inselbahnsteige mit 4 Gleisen, während die konventionellen Linien im Erdgeschoss über 4 Inselbahnsteige mit 10 Gleisen verfügen. Im Jahr 2004 wurden die Bahnsteige der Tsuyama- und Kibi-Linie (damals Bahnsteige 16 und 17) aufgrund von Renovierungsarbeiten sowie aufgrund der Form und Größe auf die Westseite des Bahnhofs Okayama veregt aller Plattformen haben sich seit 2004 verändert.
Das Bahnhofsgebäude ist einer der wenigen Bahnhöfe, dessen vorderer Ausgang der Shinkansen-Ausgang ist. Sie wurde um Oktober 2006 zu einer Brücke umgebaut und ihre Hauptfunktionen, einschließlich der Shinkansen-Kommunikation, sind im zweiten Stock untergebracht. Darüber hinaus wurde das Bahnhofsgebäude Westausgang des Baus der Ost-West-Verbindungsstraße abgeschafft und die Fahrkartenschalter bis auf einige auf das zweite Obergeschoss und die U-Bahn konzentriert. Viele der lange Gleise unter den einst vorhandenen Hochgleisen sind heute Gewerbeanlagen.
Diese Station hat einen Bahnhofsvorsteher, der auch der Bahnhofsvorsteher für die Stationen Kitanagase und Niwase der Sanyo-Hauptlinie, die Stationen der Uno-Linie von Ōmoto bis Kuguhara, die Stationen der Kibi-Linie von Bizen-Mikado bis Bitchū-Takamatsu und die Stationen der Tsuyama-Linie ist von Hōkaiin durch Fukuwatari.
Zuvor wurden die Bahnhöfe Kitanagase und Niwase von den Bahnhöfen Kurashiki und Nakashō kontrolliert, die Bahnhöfe Ōmoto  bis Kuguhara auf der Uno-Linie wurden vom Bahnhof Kojima kontrolliert. Jede Station auf der Kibi-Linie wurde von der Eisenbahnabteilung von Bitchu verwaltet.
| Plattform Nr | Linien Name                | Richtung                           | Anmerkungen                                                                      |
| ------------ | -------------------------- | ---------------------------------- | -------------------------------------------------------------------------------- |
| 1–2          | San'yō-Linie               | Kurashiki・Fukuyama・Hiroshima     |                                                                                  |
| 1–2          | Hakubi-Linie               | Bitchū-Takahashi・Niimi・Yonago    |                                                                                  |
| 3–4          | San'yō-Linie               | Wake・Himeji・Tottori              |                                                                                  |
| 3–4          | Akō-Linie                  | Saidaiji・Banshū-Akō               |                                                                                  |
| 5            | Seto-Ōhashi-LinieUno-Linie | Chayamachi・Kojima・Takamatsu・Uno | Wird von einigen lokalen und schnellen Zügen verwendet                           |
| 6 und 8      | Seto-Ōhashi-LinieUno-Linie | Chayamachi・Kojima・Takamatsu・Uno |                                                                                  |
| 7            | Seto-Ōhashi-LinieUno-Linie | Chayamachi・Kojima・Takamatsu・Uno | Wird von allen Nahverkehrszügen und einigen vorübergehenden Schnellzügen genutzt |
| 9            | Tsuyama-Linie              | Fukuwatari・Tsuyama                |                                                                                  |
| 10           | Kibi-Linie                 | Bitchū-Takamatsu・Soja             |                                                                                  |
| 21–22        | San'yō Shinkansen          | Hiroshima・Hakata・Kagoshima-Chūō  |                                                                                  |
| 23–24        | San'yō Shinkansen          | Shin-Ōsaka・Nagoya・Tokio          |                                                                                  |